# Chuck Mangione
Chuck Mangione, rodným jménem Charles Frank Mangione, (29. listopadu 1940 – 22. července 2025) byl americký hudebník, hráč na křídlovku, trubku a klavír. Narodil se a vyrůstal v Rochesteru ve státě New York, pocházel z rodiny italských přistěhovalců. Hudbě se věnoval od dětství, jeho prvním nástrojem byl klavír. Jeho starším bratrem byl klavírista Gap Mangione, se kterým působil v kapele Jazz Brothers. V letech 1960–1961 vydali tři alba ve vydavatelství Riverside Records. Později působil ve skupině Jazz Messengers bubeníka Arta Blakeyho. Vydal také řadu vlastních alb. V roce 1977 získal za skladbu „Bellavia“ cenu Grammy. Za hudbu k filmu Sanchezovy děti (1978) byl nominován na Zlatý glóbus. Za soundtrack k filmu získal cenu Grammy. Zemřel v rodném Rochesteru ve věku 84 let.